# Польское антропологическое общество
Польское антропологическое общество (пол. Polskie Towarzystwo Antropologiczne) — польское научное общество, основанное в 1925 году в Познани. Предшественником Общества считается Антропологическая комиссия (пол. Komisja Antropologiczna), основанная в 1873 году при Польской Академии знаний учёными-антропологами Юзефом Майером и Исидором Коперницким.
Согласно Уставу, основной целью Общества является распространение и популяризация знаний в области антропологии.
В настоящее время Общество насчитывает около 300 членов, объединённых в 10-ти территориальных филиалах, организованных при университетах.
Общество регулярно проводит общенациональные научные конференции с участием антропологов и специалистов в смежных областях науки, а также участвует в международных конгрессах и съездах.
Польское антропологическое общество сотрудничает с польскими и международными научными организациями, является частью Федерации польских научных обществ (пол. Federacji Polskich Towarzystw Naukowych).
Официальным изданием Общества является научный журнал-ежегодник Anthropological Review («Антропологическое обозрение»), издаваемый при финансовой поддержке Министерства науки и высшего образования Польши.
Председателем Общества является доктор наук, профессор Jacek Tomczyk.
Актуальная информация о деятельности Общества публикуется на сайте www.ptantropologiczne.pl.